# Роуз Шлоссберг
Роуз Кеннеді Шлоссберг (25 червня 1988 , Нью-Йорк, Нью-Йорк ) — американська актриса, найстарша дитина Керолайн Кеннеді та перша онука Джона Ф. Кеннеді.

## Раннє життя
Шлосберг народилася 25 червня 1988 року в медичному центрі Weill Cornell у Нью-Йорку, штат Нью-Йорк, в сім'ї дизайнера Едвіна Шлосберга та Керолайн Кеннеді, найстаршої та єдиної дитини президента США Джона Ф. Кеннеді та його дружина перша леді Жаклін Був'є Кеннеді Онассіс. Її назвали на честь її прабабусі по матері Рози (Роуз) Кеннеді. Також схожа на бабусю по материнській лінії, першу леді Жаклін Кеннеді Онассіс.
Шлоссберг має двох молодших братів і сестер, Тетяну та Джека. Мати Шлосберг є католичкою ірландського, французького, шотландського та англійського походження, а її батько походить з православної єврейської родини українського походження. Вона виховувалась за принципами релігії своєї матері, але також дотримується єврейських традицій та свят.
У ранньому дитинстві Роуз Шлоссберг відвідувала школу Брірлі в Верхньому Іст-Сайді Мангеттена. У першому класі вона вирушила на шкільну екскурсію до Американського музею природознавства в супроводі своєї бабусі Жаклін Кеннеді Онассіс. «Вона була єдиним дідусем і бабусею в групі», — сказав батько, чия дочка навчалася в тому ж класі, що й Шлоссберг.
У 1999 році в авіакатастрофі загинув дядько Шлоссберг Джон Ф. Кеннеді-молодший, з яким вона була близька.

### Освіта
У 2006 році Роуз Шлоссберг вступила до Гарвардського коледжу в Кембриджі, штат Массачусетс, де здобула ступінь бакалавра з вивчення англійської мови, пройшла курси кіно та розвинула інтерес до моди. Вона закінчила навчання у 2010 році, а через рік повернулася до школи — у програмі інтерактивної телекомунікації Нью-Йоркського університету (ITP) — здобувши ступінь магістра професійних досліджень у 2013 році.

## Кар'єра
У 2016 році Шлоссберг спільно з Марою Нельсон-Грінберг на YouTube запустили комедійний і апокаліптичний веб-серіал під назвою Есхатологія Times Girls Club, який виробляє Above Average Productions. У серіалі розповідається про двох молодих жінок років двадцяти, Бі (зіграна Шлоссберг) і Лара (зображена Нельсон-Грінберг), які дають жінкам комічні поради щодо виживання в апокаліпсисі. «Це виникло як відповідь на те, як Нью-Йорк відреагував на ураган „Сенді“, і як люди були вкрай недостатньо підготовлені — зокрема, дівчата в режимі діва в біді», — сказала Шлоссберг Mashable. «Я подумала, що було б цікаво створити цей світ, де дівчата повинні бути виживаннями без шкоди для свого милого».

## Політична діяльність
Під час президентських виборів у Сполучених Штатах 2008 року Шлоссберг зробила пожертвування на кампанію Барака Обами 2008 року та зголосилася на участь у передвиборчій кампанії демократа Алана Хазеї в Сенат США на позачергових виборах 2010 року в Массачусетсі.